# Cayhuapan
Cayhuapan är en ort i Mexiko.   Den ligger i kommunen Pantepec och delstaten Puebla, i den sydöstra delen av landet, 180 km nordost om huvudstaden Mexico City. Cayhuapan ligger 226 meter över havet och antalet invånare är 218.
Terrängen runt Cayhuapan är huvudsakligen lite kuperad. Cayhuapan ligger nere i en dal. Runt Cayhuapan är det ganska tätbefolkat, med 62 invånare per kvadratkilometer. Närmaste större samhälle är Tlaxco, 19,4 km sydväst om Cayhuapan. Omgivningarna runt Cayhuapan är en mosaik av jordbruksmark och naturlig växtlighet.